# 石牛镇
石牛镇，是中华人民共和国四川省绵阳市梓潼县下辖的一个乡镇级行政单位。2019年12月，将原双峰乡立新村、高家村、村子村所属行政区域划归石牛镇管辖，石牛镇人民政府驻金石路96号。

## 行政区划
石牛镇下辖以下地区：
金牛街社区、永乐村、双胜村、石榴村、板桥村、雁门村、化莲村、柳林村、帽盒村、回龙村、双塘村、华光村、清泉村、铧沙村、清河村、团结村、富强村和安康村。